# El hombre que ganó la razón
El hombre que ganó la razón es una película de Argentina y Holanda, filmada en blanco y negro y dirigida por Alejandro Agresti sobre su propio guion escrito en colaboración con Enrique Morales según un argumento de Alejandro Agresti que se produjo en 1984 y no se estrenó comercialmente en Argentina. Tuvo como actores principales a Julio De Grazia, Ulises Dumont , Arturo Bonín y Mirta Busnelli. Fue la ópera prima del director, que nació el 2 de junio de 1961.

## Producción
Según la nota del New York Times, Alejandro Agresti, que por entonces tenía 24 años, rodó el filme en Argentina mientras era vigilado por  la policía secreta y luego viajó a Holanda donde encontró el dinero y el apoyo para finalizar la película.

## Sinopsis
Mientras busca el tema para su nueva novela, un escritor se relaciona con diversos personajes con los cuales interactúa.

## Reparto
- Julio De Grazia
- Ulises Dumont
- Arturo Bonín
- Mirta Busnelli
- María Concepción César
- Marcela López Rey
- Elio Marchi
- Marina Skell
- Sergio Poves Campos
- Bárbara Martín
- Ludovica Squirru
- Federico Peralta Ramos
- Rubén Aldao
- Carlos De Mateis
- Enrique Morales
- Silvina Bosco

## Comentarios
Eleanor Mannikka en The New York Times escribió:

«El personaje más humorístico con el que topa el protagonista principal es una japonesa que desea comprar la Argentina para expandir las fronteras de Japón. Otro es el esposo de su exmujer que le recuerda la vida precaria que llevan en esa época los artistas -muchos de los que conocía habían desaparecido- y en definitiva los encuentros terminan beneficiando a la mayoría de esas personas»

Manrupe y Portela escriben:

«…nunca estrenada comercialmente y que, sin embargo, obtuvo cierto prestigio internacional.»

En un reportaje publicado en El Amante del Cine de agosto de 1993, Agresi dijo:

«La película es un pastiche. Lo que tiene de bueno es que como comencé a filmarla tan joven, a los 21, tiene realmente todas las inquietudes de un tipo de esa edad. Yo le rescato eso…técnicamente está muy avanzada respecto de lo conceptual…tiene deficiencias técnicas en cuanto a los elementos usados, pero en cuanto a narración, a tipo de toma, a elipsis, el blanco y negro, no es una película desmedida como Lo que vendrá de Mosquera.»